# Obwód kyzyłordyński
Obwód kyzyłordyński (kaz. Қызылорда облысы, ros. Кызылординская область; do 1997 obwód kzyłordyński) – jeden z 17 obwodów w Republice Kazachstanu. Znajduje się w południowo-środkowej części kraju. Stolicą obwodu jest miasto Kyzyłorda, zamieszkane przez 247 647 osób; populacja całego obwodu wynosi zaś 814 588 osób. Obwód ma powierzchnię 226 600 kilometrów kwadratowych. Graniczy z Uzbekistanem oraz obwodami: aktiubińskim na zachodzie, karagandyjskim na północy i wschodniokazachstańskim na wschodzie. Przez obwód kyzyłordyński przepływa rzeka Syr-daria, płynąca z gór Tienszan do Morza Aralskiego.

## Rejony
- rejon Arał
- rejon Karmakszy
- rejon Kazały
- rejon Sziely
- rejon Syrdarija
- rejon Żałagasz
- rejon Żangakorgan